# تویوو میکائیل کیویماکی
تویوو میکائیل کیویماکی (انگلیسی: Toivo Mikael Kivimäki؛ ۵ ژوئن ۱۸۸۶ – ۶ مهٔ ۱۹۶۸) یک سیاست‌مدار اهل فنلاند بود.